# Litwinów (gmina)
Litwinów – dawna gmina wiejska w powiecie podhajeckim województwa tarnopolskiego II Rzeczypospolitej. Siedzibą gminy był Litwinów.

## Historia
Gminę utworzono 1 sierpnia 1934 r. w ramach reformy na podstawie ustawy scaleniowej z dotychczasowych gmin wiejskich: Boków, Bożyków, Litwinów, Łysa, Rudniki, Sławentyn, Szumlany i Wołoszczyzna.
W marcu 1938 przyznano marszałkowi Edwardowi Śmigłemu-Rydzowi honorowe obywatelstwo gminy.
Pod okupacją niemiecką w Polsce zniesiona; włączona do nowej gminy Bożyków i częściowo (Łysa) do gminy Zawałów.
Po II wojnie światowej obszar gminy znalazł się w ZSRR.